# Bot (Hiszpania)
Bot – gmina w Hiszpanii, w prowincji Tarragona, w Katalonii, o powierzchni 34,64 km². W 2011 roku gmina liczyła 678 mieszkańców.